# Classificació de la Copa del Món de futbol 2010-OFC
La fase de classificació de la Copa del Món de Futbol 2010 de la zona oceànica fou organitzada i supervisada per l'OFC.
La classificació del grup d'Oceania es divideix en tres fases. A la primera s'enfrontaren deu equips en els Jocs del Pacífic Sud. Els tres equips medallistes s'uniren a Nova Zelanda en una segona fase amb un grup únic. El guanyador d'aquesta segona fase haurà de disputar el playoff contra el cinquè classificat de la zona asiàtica.

## Jocs del Pacífic Sud - Primera fase

### Fase de grups

#### Grup 1
| Equip          | Pts | PJ | PG | PE | PP | GF | GC |
| -------------- | --- | -- | -- | -- | -- | -- | -- |
| Fiji           | 10  | 4  | 3  | 1  | 0  | 25 | 1  |
| Nova Caledònia | 10  | 4  | 3  | 1  | 0  | 6  | 1  |
| Tahití         | 4   | 4  | 1  | 1  | 2  | 2  | 6  |
| Illes Cook     | 3   | 4  | 1  | 0  | 3  | 4  | 9  |
| Tuvalu         | 1   | 4  | 0  | 1  | 3  | 2  | 22 |

- 25-8-07 Samoa :  Tahití 0-1  Nova Caledònia
- 25-8-07 Samoa :  Fiji 16-0  Tuvalu
- 27-8-07 Samoa :  Tuvalu 0-1  Nova Caledònia
- 27-8-07 Samoa :  Fiji 4-0  Illes Cook
- 29-8-07 Samoa :  Tuvalu 1-1  Tahití
- 29-8-07 Samoa :  Nova Caledònia 3-0  Illes Cook
- 01-9-07 Samoa :  Illes Cook 4-1  Tuvalu
- 01-9-07 Samoa :  Tahití 0-4  Fiji
- 03-9-07 Samoa :  Illes Cook 0-1  Tahití
- 03-9-07 Samoa :  Nova Caledònia 1-1  Fiji

#### Grup 2
| Equip                | Pts | PJ | PG | PE | PP | GF | GC |
| -------------------- | --- | -- | -- | -- | -- | -- | -- |
| Salomó               | 12  | 4  | 4  | 0  | 0  | 21 | 1  |
| Vanuatu              | 9   | 4  | 3  | 0  | 1  | 23 | 3  |
| Samoa                | 6   | 4  | 2  | 0  | 2  | 10 | 9  |
| Tonga                | 3   | 4  | 1  | 0  | 3  | 6  | 10 |
| Samoa Nord-americana | 0   | 4  | 0  | 0  | 4  | 1  | 38 |

- 25-8-07 Samoa :  Salomó 12-1  Samoa Nord-americana
- 25-8-07 Samoa :  Vanuatu 4-0  Samoa
- 27-8-07 Samoa :  Salomó 4-0  Tonga
- 27-8-07 Samoa :  Samoa Nord-americana 0-7  Samoa
- 29-8-07 Samoa :  Samoa Nord-americana 0-15  Vanuatu
- 29-8-07 Samoa :  Samoa 2-1  Tonga
- 01-9-07 Samoa :  Tonga 4-0  Samoa Nord-americana
- 01-9-07 Samoa :  Vanuatu 0-2  Salomó
- 03-9-07 Samoa :  Samoa 0-3  Salomó
- 03-9-07 Samoa :  Tonga 1-4  Vanuatu

### Semifinals
- 05-9-07 Samoa :  Salomó 2-3  Nova Caledònia
- 05-9-07 Samoa :  Fiji 3-0  Vanuatu

### 3r-4t lloc
- 07-9-07 Samoa :  Salomó 0-2  Vanuatu

### Final
- 07-9-07 Samoa :  Fiji 0-1  Nova Caledònia

## Segona fase
| Equip          | Pts | PJ | PG | PE | PP | GF | GC |
| -------------- | --- | -- | -- | -- | -- | -- | -- |
| Nova Zelanda   | 15  | 6  | 5  | 0  | 1  | 14 | 5  |
| Nova Caledònia | 8   | 6  | 2  | 2  | 2  | 12 | 10 |
| Fiji           | 7   | 6  | 2  | 1  | 3  | 8  | 11 |
| Vanuatu        | 4   | 6  | 1  | 1  | 4  | 5  | 13 |

- 17-10-07 Auckland :  Nova Zelanda 2-0  Fiji
- 17-11-07 Port Vila :  Vanuatu 1-2  Nova Zelanda
- 17-11-07 Ba :  Fiji 3-3  Nova Caledònia
- 21-11-07 Noumea :  Nova Caledònia 4-0  Fiji
- 21-11-07 Wellington :  Nova Zelanda 4-1  Vanuatu
- 14-06-08 Port Vila :  Vanuatu 1-1  Nova Caledònia
- 21-06-08 Noumea :  Nova Caledònia 3-0  Vanuatu
- 06-09-08 Ba :  Fiji 2-0  Vanuatu
- 06-09-08 Noumea :  Nova Caledònia 1-3  Nova Zelanda
- 10-09-08 Port Vila :  Vanuatu 2-1  Fiji
- 10-09-08 Auckland :  Nova Zelanda 3-0  Nova Caledònia
- 19-11-08 Lautoka :  Fiji 2-0  Nova Zelanda

## Repesca amb l'AFC
10 d'octubre i 14 de novembre del 2009
| Partit | AFC     | Resultat global | OFC          | Resultat anada | Resultat tornada |
| ------ | ------- | --------------- | ------------ | -------------- | ---------------- |
| -      | Bahrain | 0:1             | Nova Zelanda | 0:0            | 0:1              |